# Ngalue
Ngalue es un yacimiento arqueológico situado en la provincia de Niassa, en Mozambique. Se trata de un emplazamiento datado en el Paleolítico Medio, con una antigüedad de entre 105.000 y 42.000 años.

## Descripción
Se trata de una cueva que forma parte de la fosa tectónica del Valle del Rift, en el norte de Mozambique y a poca distancia del Lago Niassa o Malaui. Está formada por piedra caliza de época proterozoica, unos 600 millones de años. Se halla a 14 metros de altura respecto del valle del río Chitete y a 1300 metros sobre el nivel del mar. La cueva en sí se compone de un corredor de 20 metros de longitud que termina en una serie de cámaras que en total tienen una superficie de 50 m² y una altura de aproximadamente 8 metros y la embocadura orientada al noreste.
El suelo está formado por hasta cinco capas de sedimentos, la intermedia de las cuales tiene un espesor entre 0,5 y 1 metros en forma de cuña provocada por la acción de una fuente de sedimentación que antiguamente entraba por el techo de  la cueva. Esta capa es en la que se ha excavado y rescatado un gran número de objetos de cuarzo. Estos corresponden a variada tipología de herramientas: raspadores, morteros, puntas y lascas. En un gran número de esas herramientas se han encontrado gránulos de almidón, procedentes principalmente, en un 90%, de semillas de sorgo salvaje. Estos gránulos se han encontrado en mucha mayor cantidad en las herramientas que en los sedimentos circundantes y además más abundantes también que en los sedimentos más modernos fuera de la cueva. El hecho de encontrarse en un lugar sin luz natural, que impide que las plantas hayan crecido en su interior, da lugar a que la única posibilidad de encontrar esa cantidad de gránulos de almidón es el transporte deliberado de semillas de cereales por las poblaciones humanas que habitaron la cueva. La importancia de este hallazgo radica en que prueba que la dieta de las antiguas poblaciones humanas incluía también semillas de cereales y no solo raíces y tubérculos que era lo comúnmente aceptado.